# Callipallene tiberi
Callipallene tiberi là một loài nhện biển trong họ Callipallenidae. Loài này thuộc chi Callipallene. Callipallene tiberi được miêu tả khoa học năm 1881 bởi Dohrn.